# Ioan Szilágy
Ioan Szilágy (n. 2 februarie 1945) este un fost deputat român în legislatura 1990-1992, ales în județul Bistrița-Năsăud pe listele partidului UDMR. Ioan Szilágy a demisionat din Camera Deputaților pe data de 7 noiembrie 1991 și a fost înlocuit de deputatul Zoltan Szilágyi.   